# Carl Wilhelm Jessen
Carl Wilhelm Jessen (født 10. juli 1764 i Fredensborg, død 30. marts 1823 på St. Thomas) var en dansk søofficer, bror til Juliane Marie Jessen og far til Tycho og N.J. Jessen.

## Karriere
Han var søn af etatsråd Nicolai Jacob Jessen og Marie Christine Jacobi. Jessen begyndte som kadet i 1776, blev sekondløjtnant i Marinen 1782, premierløjtnant 1789, kaptajnløjtnant 1796, kaptajn 1803, kommandørkaptajn 1810, kommandør 1815 og afgik fra marinen som kontreadmiral 1822. Herefter blev han guvernør for St. Thomas.
Straks efter sin officerseksamen var Jessen på togt med snaven Lærken til Vestindien, hvor han deltog i en heldig kamp mod 2 engelske kapere. 1784-86 i koffardifart med Vestindisk Kompagnis skibe som overstyrmand. I 1789 var han skoleofficer ved Søkadetakademiet og chef for en kanonbåd i admiral Conrad von Schindels eskadre i Østersøen, og var i 1790 som chef for kongebåden Makrellen rekognoscerende for den udsendte eskadre. 1793-94 var han som næstkommanderende på briggen Lougen under kaptajn H. Kaas atter i Vestindien, hvor han også deltog i kampe mod kapere. I 1795 næstkommanderende på fregatten Thetis.

### Under Englandskrigene
Jessen var 1799-1800 næstkommanderende for Søkadetakademiet og derefter chef for en kutter på togt ved Norge for at beskytte neutraliteten. Han udsendtes i 1800 som chef for briggen Louge på ny til Vestindien, hvor han også havde to skonnerter, Iresine og Den Aarvaagne, under sig. Han erobrede den 1. september den engelske kaper Eagle, som i lang tid havde forulempet de danske handelsskibe.
Den 3. marts 1801 kæmpede han mod en overlegen engelsk styrke på to fregatter, der uden at Jessen anede noget om krigsudbruddet, overfaldt ham ved øen St. Thomas – Slaget ved Fugleklippen. Da øerne senere blev overgivet, måtte han imidlertid udlevere alle sine tre skibe til englænderne, og han rejste derefter med besætningerne hjem, hvor kongen hædrede ham med en guldæressabel.
1803-04 var han atter i Vestindien, nu som chef for fregatten Frederikssteen. Han havde desuden til opgave at tage plads i Vestindiens regering i alle spørgsmål, der vedrørte øernes søvæsen og søforsvar.
I 1807 blev han chef for linjeskibet Prins Christian Frederik, der sammen med linjeskibet Louise Augusta og briggen Lovgen dette år opholdt sig i norske farvande og derved undgik at blive udleveret til englænderne, da disse tog hele vor øvrige flåde. I december 1807 kom han tilbage til Øresund med 200 mand af besætningen på sygelisten og med et skib, der trængte stærkt til eftersyn, da det længe havde været i søen, men fik allerede i marts 1808 ordre at gå til Storebælt for at bortjage engelsk fregat, fordi man ønskede uhindret at kunne overføre de franske (spanske) tropper fra Fyn til Sjælland.
I København erfarede man imidlertid, at en overlegen engelsk styrke var ankommet ud for Hornbæk, og admiral Bille sendte derfor en skrivelse til ham om at søge tilbage til Sundet syd om Sjælland. Jessen fik dog ikke beskeden før det var for sent. 22. marts mødte han med sit skib to fjendtlige fregatter nord for Sjælland; for at forhindre disse i at komme ind i Bæltet holdt han nord på; de engelske linjeskibe ved Hornbæk havde imidlertid erfaret hans afgang og begav sig samme morgen på jagt efter ham.
Kl. 2 opdagedes fra Prins Christian Frederik to engelske linjeskibe kommende øst fra, og Jessen indså nu, at en afgørende kamp måtte følge. Flygte for fjenden gennem bæltet ville han ikke for ikke at trække den fjendtlige styrke derned, han holdt derfor norden og østen om Sjællands Rev og håbede nu på at kunne slippe sikkert tilbage til Øresund. Da vinden imidlertid skrallede mere og mere, lykkedes ej heller dette. Kl. 19.30 på østsiden af Sjællands Odde begyndte kampen, der førtes mod de engelske linjeskibe Nassau og Stately samt yderligere en fregat og to korvetter (HMS Quebec, HMS Lynx og HMS Falcon). Efter næsten tre timers kamp måtte Jessen stryge flaget, men var da kommet landet så nær, at han kunne sætte skibet på grund. Kun med nød og næppe undgik de fjendtlige skibe at dele skæbne med ham. I dette søslag faldt løjtnant Peter Willemoes og to andre officerer samt 61 mand, desuden var 129 mænd sårede. Da englænderen ikke kunne trække skibet af grunden igen, stak de det den næste dag i brand.
De faldne begravedes på Odden Kirkegård, hvor deres grav med et passende monument endnu findes. Jessen, der i slaget selv var blevet såret, blev udvekslet i Göteborg, hvor de engelske skibe blev repareret.
I resten af krigen havde han kommandoen over batteriet Trekroner tillige med en afdeling kanonbåde. 1815 førte Jessen et privat skib til Vestindien. 1822 ansattes han efter sin afsked af Søetaten som guvernør over St. Thomas på de vestindiske øer, og han blev i stilling til sin død, 30. marts 1823. Han er begravet på St. Thomas, hvor et monument 1901 blev rejst på hans grav med anvendelse af mindesten fra Holmens Kirke. Han blev Ridder af Dannebrog 1809 og Dannebrogsmand 1812.
Jessen blev den 27. august 1794 gift med Anna Margrethe Erichsen (8. december 1764 – 27. december 1845), datter af konferensråd Jon Erichsen. 
Der findes et portrætmaleri af F.C. Gröger 1813 (Frederiksborgmuseet), litograferet af Andreas Martin Petersen ca. 1835. Miniature af Wilhelm Heuer 1812 (familieeje), derefter stik af samme 1815. Miniature af Liepmann Fraenckel.